# オンドレイ・レナールト
オンドレイ・レナールト（Ondrej Lenárd, 1942年9月9日 - ）は、スロヴァキアの指揮者。

## 経歴
クロムパヒの生まれ。ブラティスラヴァの学校で学び、スロヴァキア国立歌劇場などで研鑽を重ねる。1974年、ブダペスト国際指揮者コンクールで第3位となる。
1984年から1986年までスロヴァキア国立歌劇場首席指揮者を務める一方、ウィーン国立歌劇場、ヒューストン・オペラをはじめ世界の主要な歌劇場でたびたび客演指揮をする。1991年から2001年までスロヴァキア・フィルハーモニー管弦楽団で首席指揮者・音楽監督を務めた。その在任の間に、1996年ブラティスラヴァ国際音楽祭のオープニング・コンサートでマーラーの交響曲第8番『千人の交響曲』を同地初演し、その功績によりスロヴァキアの「今年の国民大賞」を受賞。1997年にはスロヴァキア国立歌劇場オペラ・バレエ音楽総監督を務め、『トスカ』の新プロダクションや同劇場日本公演を成功へと導き、その手腕は高く評価されている。
また、ヴラディミール・ヴァーレクの後任として2011年から2018年までプラハ放送交響楽団の首席指揮者を、2019年からはスロヴァキア放送交響楽団の首席指揮者を再び務める。
日本との関係では、1988年から新星日本交響楽団（2001年に現東京フィルハーモニー交響楽団と合併）の首席客演指揮者、1993年から首席指揮者・芸術顧問を務めるなどしており、日本でもおなじみである。現在同楽団の名誉指揮者である。
スメタナ、ドヴォルザークを得意としているのは勿論だが、スロヴァキア・フィルとの来日公演や在京オケとの共演したマーラー、チャイコフスキーも非常に充実した演奏を披露している。